# Coppa della Spagna Libera
La Copa de la España Libre fu una competizione calcistica bellica spagnola tenutasi tra giugno e luglio del 1937, durante la Guerra civile spagnola e il torneo sostituì di fatto la Coppa nazionale di Spagna.
Le quattro squadre che avrebbero dovuto partecipare al torneo dovevano essere le meglio piazzate alla Liga Mediterránea de fútbol 1936-1937, ma il Barcellona preferì partecipare ad una tournée in Messico e USA, e così  Valencia, organizzatore del torneo, invitò il Levante, che poi vinse la coppa.
Nei primi anni Duemila il partito di sinistra ottenne dal parlamento una richiesta di riconoscimento del trofeo, sulla base del fatto che fu poi annullato da Franco nel dopoguerra, ma la RFEF respinse la questione dimostrando che, al di là della politica, il trofeo fu null'altro che un torneo amichevole ad inviti discrezionali, non avendo quindi mai avuto una foggia di ufficialità.
Nel marzo 2023 tuttavia la RFEF ha deliberato l'ufficialità della competizione riconoscendo al Levante il titolo di campione. Il Levante ha così ottenuto il suo primo e unico trofeo ufficiale.

## Gruppo
| Squadra    | P.ti | G | V | N | P | GF | GS | DR |
| ---------- | ---- | - | - | - | - | -- | -- | -- |
| FC Levante | 8    | 6 | 3 | 2 | 1 | 18 | 9  | +9 |
| Valencia   | 6    | 6 | 2 | 2 | 2 | 12 | 13 | -1 |
| Espanyol   | 6    | 6 | 3 | 0 | 3 | 12 | 16 | -4 |
| Girona     | 4    | 6 | 0 | 4 | 2 | 11 | 15 | -4 |

| 6 giugno 1937  |       |            |
| Levante FC     | 2 - 2 | Girona     |
| Espanyol       | 0 - 2 | Valencia   |
| 12 giugno 1937 |       |            |
| Espanyol       | 6 - 3 | Girona     |
| Valencia       | 0 - 4 | Levante FC |
| 20 giugno 1937 |       |            |
| Levante FC     | 4 - 1 | Espanyol   |
| Girona         | 1 - 1 | Valencia   |
| 27 giugno 1937 |       |            |
| Valencia       | 5 - 1 | Espanyol   |
| Girona         | 2 - 2 | Levante FC |
| 4 luglio 1937  |       |            |
| Levante FC     | 5 - 2 | Valencia   |
| Girona         | 1 - 2 | Espanyol   |
| 11 luglio 1937 |       |            |
| Espanyol       | 2 - 1 | Levante FC |
| 15 luglio 1937 |       |            |
| Valencia       | 2 - 2 | Girona     |

## Finale
Il regolamento stabiliva curiosamente che il vincitore non sarebbe stato il primatista del girone ma, per avere comunque una finale da coppa, la vincitrice della sfida fra le migliori due.
| Arbitro: | Manuel Menal |

|           |           |  |
| Nieto 78’ | Marcatori |  |